# 高橋泰
高橋 泰（たかはし ゆたか、1980年9月29日 - ）は、東京都町田市出身の元サッカー選手、サッカー指導者。現役時のポジションはFW。

## 来歴
帝京高校3年時に高校選手権に出場して大活躍するも、どこのクラブからもオファーは無く、そこへサンフレッチェ広島が選手権後にオファーし、入団となった。プロ同期入団は、池田学徳、吉田幸生、宮崎光平。初年度の1999年には早くも主力として活躍、優秀新人にも選ばれた。将来を嘱望されるものの、コンディション調整がままならず、好不調の差が激しく、徐々に出番を失う。
2004年には当時J2の大宮アルディージャに期限付き移籍するものの思うような活躍はできず。2005年、ジェフ千葉に移籍。サテライトではコンスタントに活躍するもののトップでのリーグ戦出場はわずか1試合に留まった。
2006年シーズンよりJリーグ加入を目指すロッソ熊本へ移籍。初年度よりエースとして活躍し、2007年は29得点(得点ランキング2位)を挙げ、熊本のJ2参入に大きく貢献した。
2008年、チームのJ2参入後の初戦でチーム初ゴールを、第2戦のザスパ草津戦ではJ2初勝利にも貢献するゴールを決め、さらには5月6日のアビスパ福岡戦（レベルファイブスタジアム）でJ2昇格後チーム初のハットトリックを達成するなど、J2では自己最高となるシーズン19得点(得点ランキング2位)という結果を残す。
2009年、アビスパ福岡に完全移籍。2010年にはクラブが昇格争いをする最中、ベンチスタートの日々が続いていたが、シーズン終盤での東京ヴェルディとの直接対決では、2-2で迎えた後半ロスタイムに昇格をほぼ手中にする直接FKを決め、勝利に貢献した。
2012年11月26日、契約満了に伴いアビスパ福岡を退団。2013年2月20日、愛媛FCへの完全移籍が発表された。7月18日、カマタマーレ讃岐へ期限付き移籍 してJ2昇格への原動力となり、2014年にはカマタマーレ讃岐に完全移籍した。当初はFWの中心選手として活躍したが、2015年には出番を失い契約満了となり、現役引退を発表 した。
2016年より、ロアッソ熊本のアカデミーコーチに就任。

## 所属クラブ
- 1987年 - 1993年 山崎Zスポーツ少年団
- 1993年 - 1996年 町田JFC
- 1996年 - 1999年 帝京高校
- 1999年 - 2004年 サンフレッチェ広島
  - 2004年 大宮アルディージャ（期限付き移籍）
- 2005年 ジェフユナイテッド市原・千葉
- 2006年 - 2008年 ロッソ熊本/ロアッソ熊本
- 2009年 - 2012年 アビスパ福岡
- 2013年 愛媛FC
  - 2013年7月 - 同年12月 カマタマーレ讃岐（期限付き移籍）
- 2014年 - 2015年 カマタマーレ讃岐

## 個人成績
| 国内大会個人成績 | 国内大会個人成績 | 国内大会個人成績 | 国内大会個人成績 | 国内大会個人成績 | 国内大会個人成績 | 国内大会個人成績 | 国内大会個人成績 | 国内大会個人成績 | 国内大会個人成績 | 国内大会個人成績 | 国内大会個人成績 |
| 年度             | クラブ           | 背番号           | リーグ           | リーグ戦         | リーグ戦         | リーグ杯         | リーグ杯         | オープン杯       | オープン杯       | 期間通算         | 期間通算         |
| 年度             | クラブ           | 背番号           | リーグ           | 出場             | 得点             | 出場             | 得点             | 出場             | 得点             | 出場             | 得点             |
| 日本             | 日本             | 日本             | 日本             | リーグ戦         | リーグ戦         | リーグ杯         | リーグ杯         | 天皇杯           | 天皇杯           | 期間通算         | 期間通算         |
| ---------------- | ---------------- | ---------------- | ---------------- | ---------------- | ---------------- | ---------------- | ---------------- | ---------------- | ---------------- | ---------------- | ---------------- |
| 1999             | 広島             | 26               | J1               | 24               | 6                | 3                | 1                | 5                | 3                | 32               | 10               |
| 2000             | 広島             | 14               | J1               | 12               | 0                | 2                | 0                | 2                | 1                | 16               | 1                |
| 2001             | 広島             | 14               | J1               | 24               | 5                | 6                | 2                | 1                | 0                | 31               | 7                |
| 2002             | 広島             | 9                | J1               | 15               | 1                | 5                | 2                | 4                | 1                | 24               | 4                |
| 2003             | 広島             | 9                | J2               | 21               | 8                | -                | -                | 1                | 0                | 22               | 8                |
| 2004             | 大宮             | 9                | J2               | 20               | 2                | -                | -                | 1                | 2                | 21               | 4                |
| 2005             | 千葉             | 19               | J1               | 1                | 0                | 3                | 0                | 0                | 0                | 4                | 0                |
| 2006             | 熊本             | 11               | JFL              | 34               | 15               | -                | -                | 3                | 1                | 37               | 16               |
| 2007             | 熊本             | 11               | JFL              | 34               | 29               | -                | -                | 1                | 1                | 35               | 30               |
| 2008             | 熊本             | 11               | J2               | 42               | 19               | -                | -                | 1                | 0                | 43               | 19               |
| 2009             | 福岡             | 18               | J2               | 44               | 8                | -                | -                | 2                | 0                | 46               | 8                |
| 2010             | 福岡             | 9                | J2               | 22               | 4                | -                | -                | 3                | 2                | 25               | 6                |
| 2011             | 福岡             | 9                | J1               | 21               | 2                | 1                | 0                | 2                | 1                | 24               | 3                |
| 2012             | 福岡             | 11               | J2               | 31               | 3                | -                | -                | 2                | 0                | 33               | 3                |
| 2013             | 愛媛             | 33               | J2               | 9                | 0                | -                | -                | -                | -                | 9                | 0                |
| 2013             | 讃岐             | 23               | JFL              | 10               | 7                | -                | -                | 0                | 0                | 10               | 7                |
| 2014             | 讃岐             | 23               | J2               | 29               | 4                | -                | -                | 1                | 0                | 30               | 4                |
| 2015             | 讃岐             | 23               | J2               | 10               | 1                | -                | -                | 1                | 0                | 11               | 1                |
| 通算             | 日本             | 日本             | J1               | 97               | 14               | 20               | 5                | 14               | 6                | 131              | 25               |
| 通算             | 日本             | 日本             | J2               | 228              | 49               | -                | -                | 12               | 4                | 240              | 53               |
| 通算             | 日本             | 日本             | JFL              | 78               | 51               | -                | -                | 4                | 2                | 82               | 53               |
| 総通算           | 総通算           | 総通算           | 総通算           | 403              | 114              | 20               | 5                | 30               | 12               | 453              | 131              |

その他の公式戦
- 2013年
  - J2・JFL入れ替え戦 2試合2得点
- 2014年
  - J2・J3入れ替え戦 2試合0得点
- Jリーグデビュー：1999年3月27日 対浦和レッドダイヤモンズ戦
- Jリーグ初ゴール：1999年5月1日 対ヴィッセル神戸戦
- ハットトリック
  - 3点：2001年5月 3日 J1・1st第7節対FC東京戦 (広島ビッグアーチ)
  - 4点：2003年4月19日 J2第7節対横浜FC戦 (広島ビッグアーチ)
  - 3点：2007年3月25日 JFL前期第3節対FC琉球戦 (KK WING)
  - 4点：2007年12月2日 JFL後期第17節対佐川印刷戦 (KK WING)
  - 3点：2008年5月 6日 J2第12節対アビスパ福岡戦 (レベルファイブスタジアム)

## タイトル
- 1999年 Jリーグ優秀新人賞
- 2007年 JFL ベストイレブン
- 2005年 Jリーグカップ

## 指導歴
- 2016年 - ロアッソ熊本
  - 2016年 - 2020年 アカデミーコーチ
  - 2021年 - トップチーム コーチ